# Coupe rase

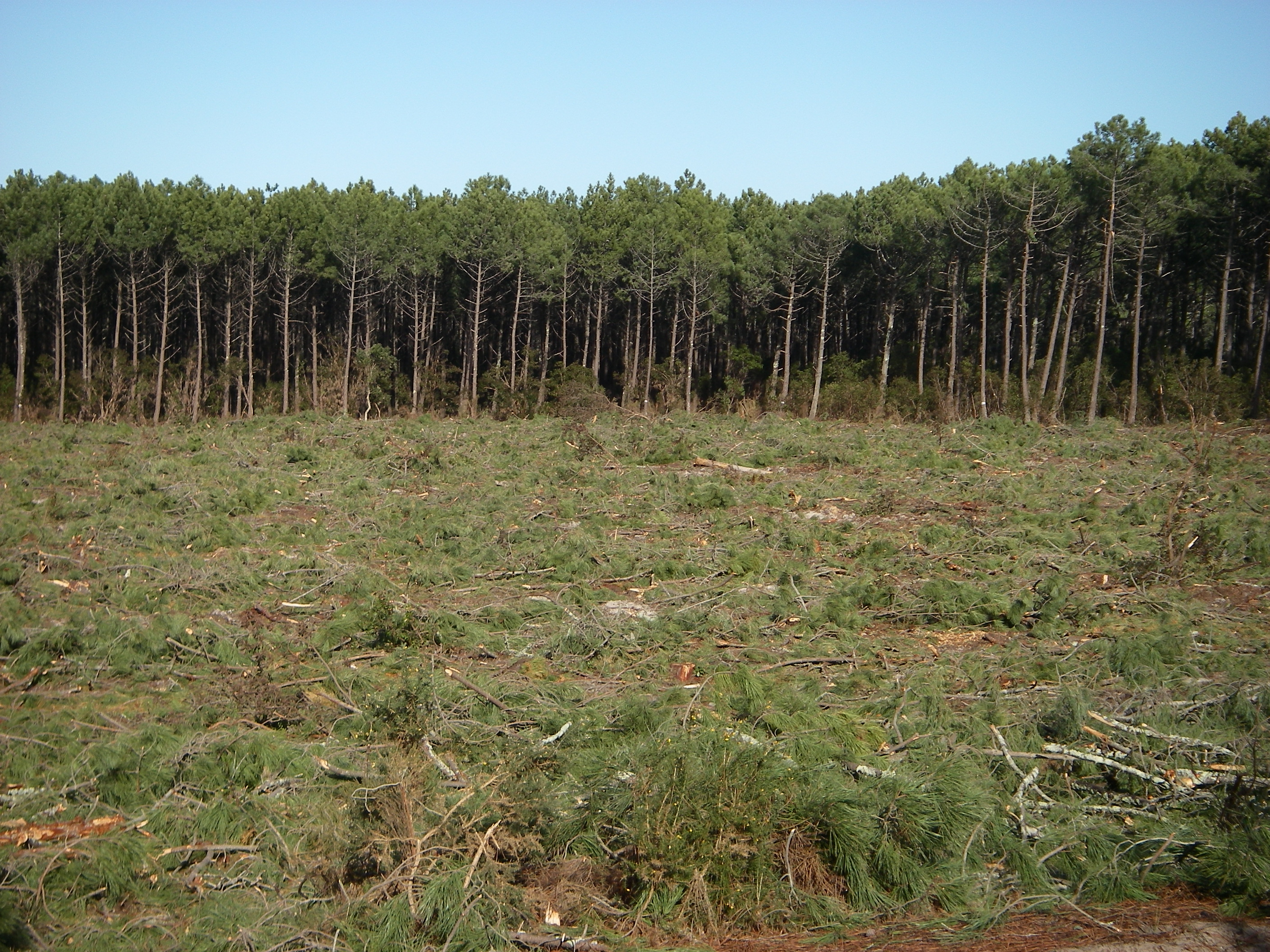
Coupe rase dans les Landes de Gascogne. Selon l'IFN, c'est dans le massif landais que les coupes rases sont les plus fréquentes et parmi les plus grandes en France. Des « rémanents » ont été laissés sur le sol qu'ils protègent du soleil, et - dans une certaine mesure - des dégâts faits par le passage des engins

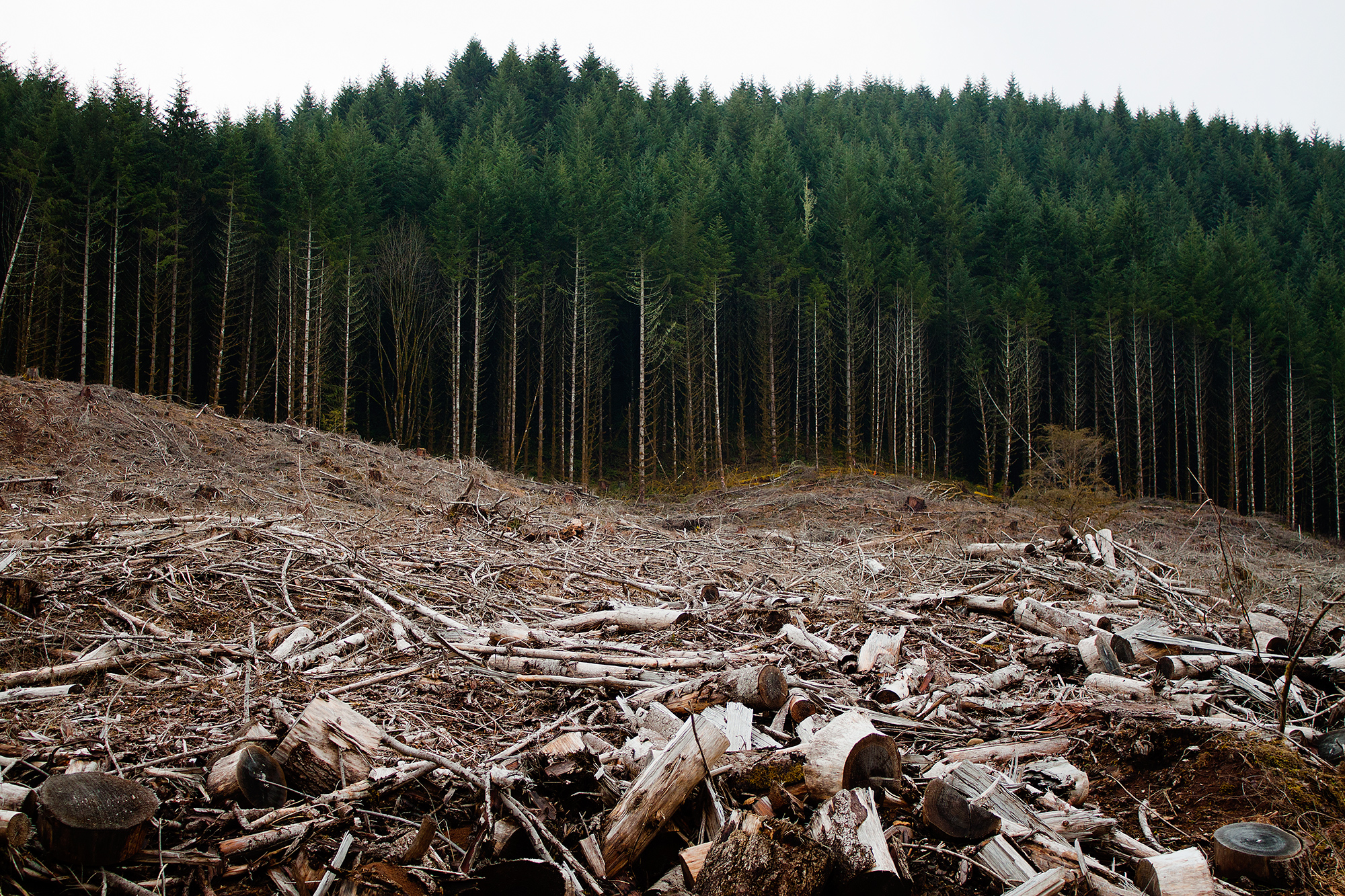
Coupe rase dans une futaie équienne de résineux (en Oregon). Les rémanents ici plus grossiers, peuvent présenter un certain intérêt pour quelques communautés saproxylophages, fortement limité les premières années par l'absence de microclimat forestier en raison de la grande taille de la coupe

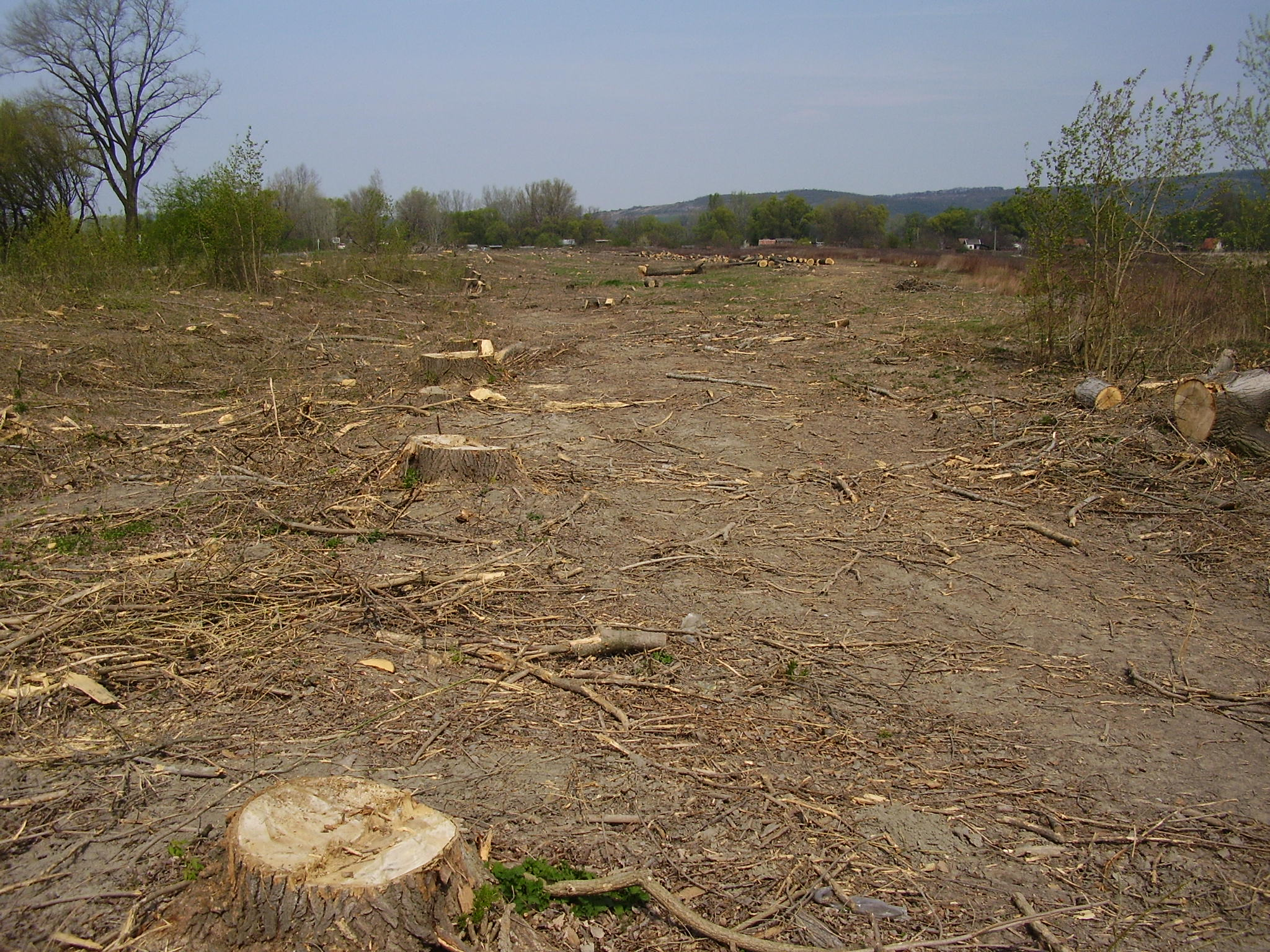
Coupe à blanc (Slovaquie). Le sol mis à nu est privé de protection contre les UV solaires, la déshydratation et l'érosion. Il peut subir une phase importante de dégradation, avec minéraliation de la matière organique, perte de nutriments, qui serait évitée dans le cas de coupes plus petites, en taches, imitant les processus naturels de chablis en jeu dans l'évolution et la régénération constante de la forêt naturelle

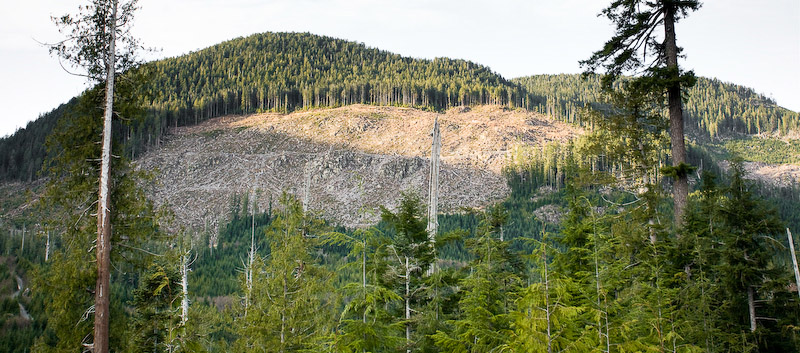
Les impacts écologique et paysagers d'une coupe rase sont exacerbés sur les fortes pentes. De plus, il s'agit ici d'une forêt ancienne ("Gordon River Valley", près de Port Renfrew en Colombie-Britannique). La forêt ancienne de Colombie-Britannique est en voie de disparition, à la suite des coupes rases suivies de plantations d'arbre de rentes qui forment des forêts secondaires homogène et moins riches en biodiversité

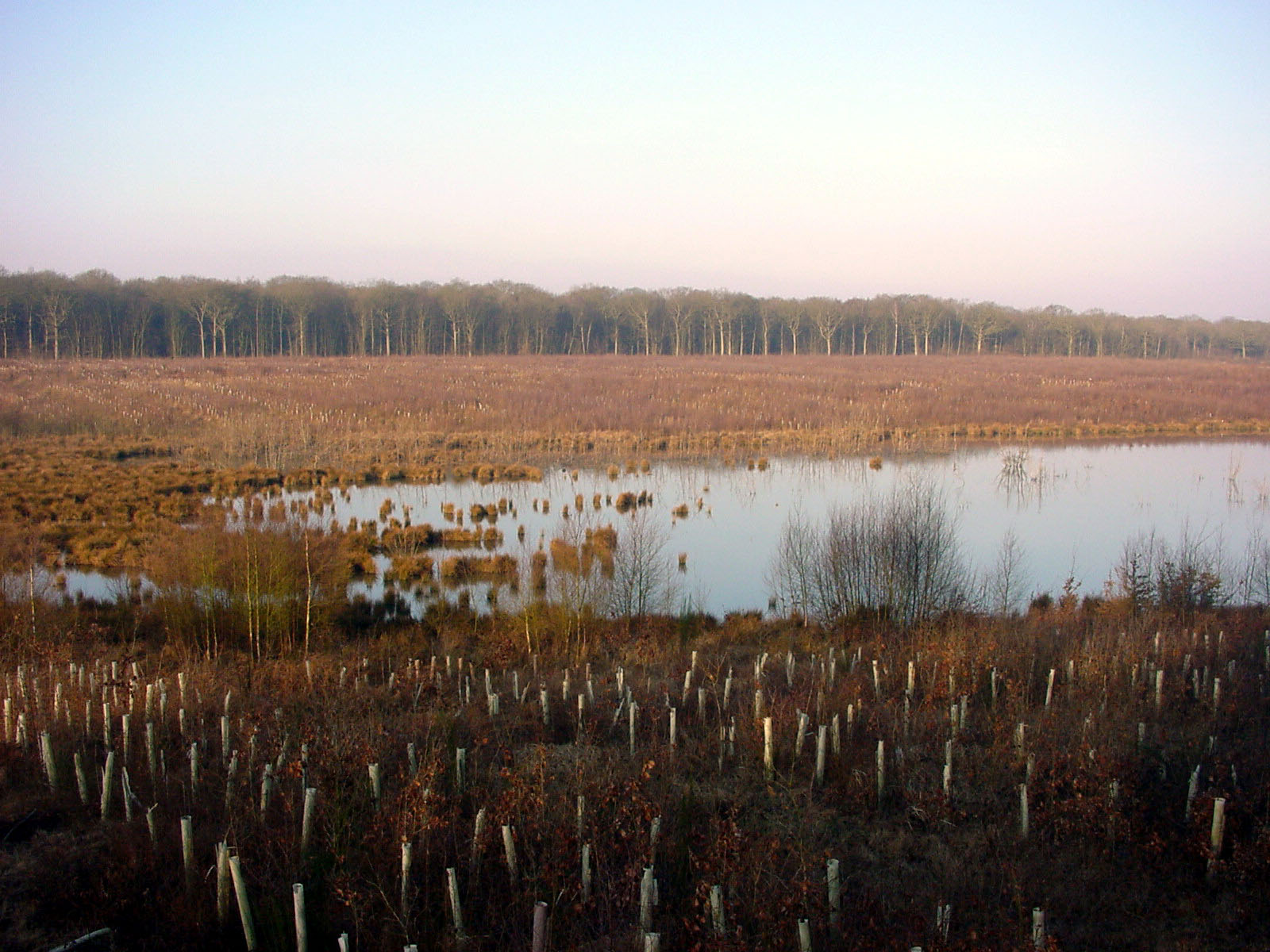
La coupe rase peut influer sur les niveaux d'eau (à la suite d'une brusque suppression de l'évapotranspiration). Le type de régénération (naturelle ou artificielle) peut atténuer ou exacerber l'effet d'artificialisation de ce type de coupe (ici en forêt de Clairmarais dans le nord de la France, en 2003)

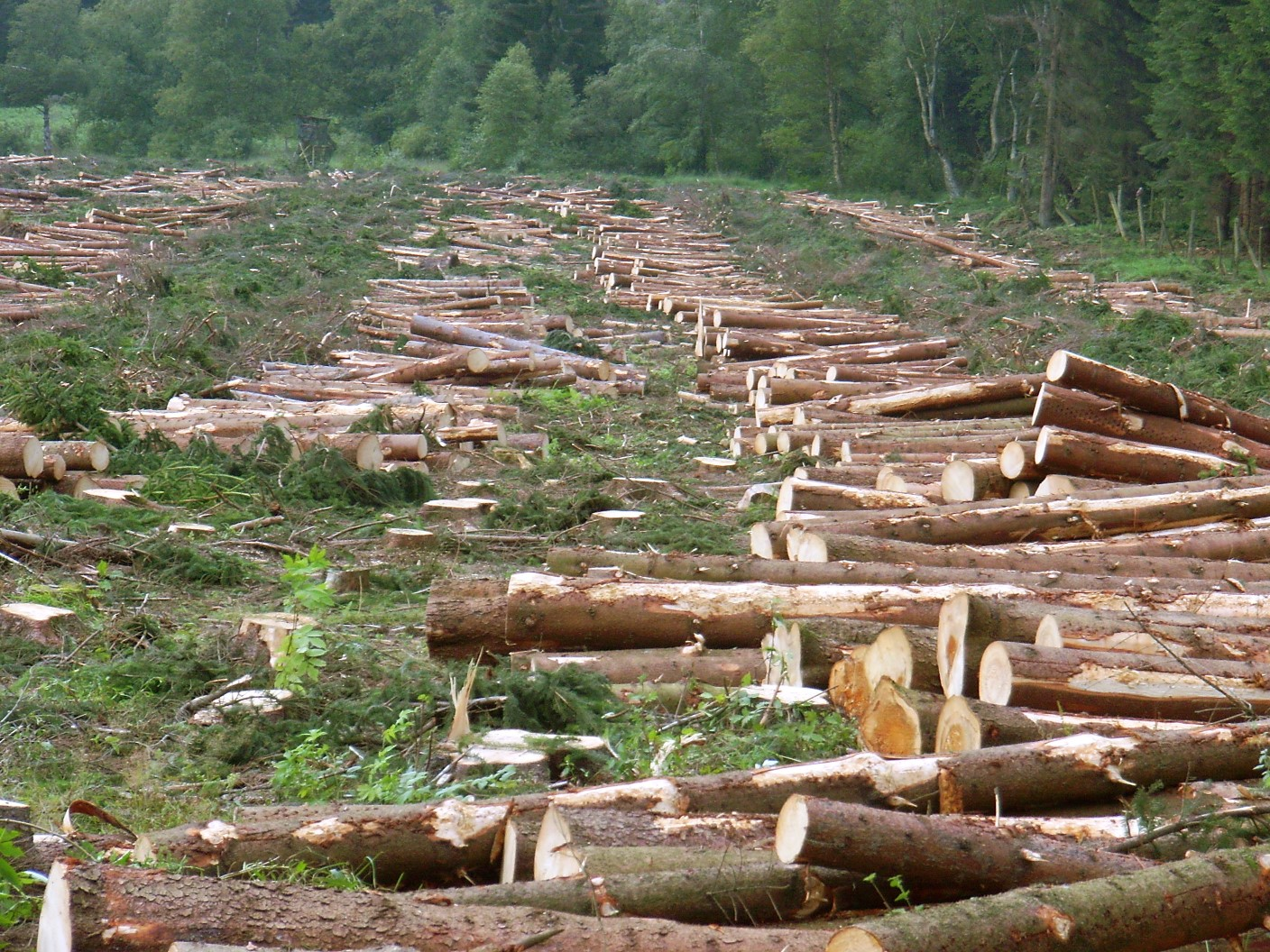
Autre exemple de chantier (en Europe), de taille plus modeste, avec courtes billes de bois en attente de débardage sur un tapis de rémanents

Les expressions « coupe rase », « coupe à blanc », « coupe blanche », « coupe totale » et « coupe à blanc-étoc » désignent, en sylviculture, un mode d'aménagement sylvicole passant par l'abattage de la totalité des arbres d'une exploitation forestière. Cette coupe peut se faire par blocs, par bandes ou par parcelles.
Plusieurs types de coupes forestières sont pratiqués. Elles peuvent être divisées essentiellement en deux types : les coupes totales et les coupes partielles (avec notamment la coupe claire ou coupe d'éclaircie qui consiste à éliminer les arbres en surnombre pour favoriser les arbres à maintenir), chacune ayant des variantes. Le type d'essence et l'objectif de production ou d'aménagement forestier déterminent finalement le traitement choisi.
Les coupes rases sont nécessaires lorsque l'on veut changer l'essence en place ou que l'on veut défricher. La méthode la plus opposée[réf. souhaitée] à la coupe rase est la coupe de jardinage adaptée à la « gestion en futaie jardinée ». Une méthode intermédiaire serait la culture du taillis sous futaie, gestion désuète. Les coupes de régénération en futaies régulières s'appellent « coupes progressives » et ne sont pas des coupes rases[réf. souhaitée].

## Éléments de définition
Ils varient selon les époques et les entités sylvicoles ou administratives. Par exemple :
- En Suisse, les forestiers parlent de coupe rase quand tous les arbres de plus de 8 cm de diamètre sont coupés dans un peuplement, sur au moins 0,5 hectare d'un seul tenant et si le rajeunissement préétabli (régénération naturelle, jeunes plants) représente moins de 30 % de la surface coupe. Le rajeunissement préétabli est estimé après la coupe et ne comprend que des plants viables[1]
- En France, l'IFN nuance entre « coupes fortes » (quand plus de 50 % de l'étage dominant est coupé) et « coupes rases », et selon l'objectif de la coupe (en distinguant les « coupes définitives de régénération naturelle » des « coupes de taillis » et des « coupes en attente de plantation depuis moins de 5 ans »)[2]. 
L'IFN parle de coupe « de grande taille » à partir de 25 ha « compte tenu de la sensibilité paysagère locale » ;Quand une coupe à blanc précède un changement d'affectation du sol, on parle plutôt de « défrichement » (qui doit faire l'objet de procédures d'autorisation généralement plus difficiles et plus longues).

## Coupes rases comme indicateur
Les coupes fortes (plus de 50 % de l'étage dominant) et les coupes rases (100 % de l'étage dominant) constituent l'un des indicateurs de gestion durable des forêts suivis en France par l'IFN .
Cet indicateur est précisé pour toutes les « forêts inventoriées disponibles pour la production » en répartissant les données pour trois catégories de statut de propriété : forêts domaniales, autres forêts publiques relevant du régime forestier et privées, y compris quand il s'agit de peupleraies.
Figurent aussi dans cet inventaires les « accidents datant de moins de 5 ans » ;
Ces indicateurs sont utilisés dans le cadre de l'évaluation des impacts de la gestion sur la biodiversité forestière, mais présentent aussi un intérêt pour le paysage, les atlas des paysages les études hydrologiques, etc..
- Les coupes rases : elles sont plus ou moins pratiquées selon les régions (avec un rapport de 1 à 3) : pour la période 1980-1988, elles sont 3,6 fois plus utilisées en forêt landaise que dans la forêt méditerranéenne française[2].
Ainsi, selon l'IFN en France métropolitaine 91 300 hectares ont chaque année fait l'objet de coupes à blanc (pour la période comprise entre les 2 inventaires de 1980 et 1988) ; 23 000 ha/an ont fait l'objet de coupes définitives de régénération naturelle, et les coupes ayant l'impact visuel le plus fort ont touché 46 000 hectares/an : il s'agit des coupes rases suivies de plantation, des coupes de taillis et des coupes rases en attente. Durant la même période, 14 000 hectares ont été défrichés par an (dont 12 700 ha en forêt privée)[2]
Pour la période 1980-1988, Ce sont 0,7 % de toute la forêt qui ont été coupées à blanc chaque année (en extrapolant, ce serait 7 % par décennie et 70 % par siècle à ce rythme, ce qui évoque une tendance aux courtes révolutions)[2].
En huit ans (de 1980 à 1988), sur un total de 27 130 chantiers de coupes rases, l'IFN a compté 18 890 petites coupes rases (moins de 1ha), 860 coupes rases de 10 à 25ha et 150 coupes rases de 25 à 40ha, et 100 coupes rases de plus de 40 ha[2].

- Les coupes de grande taille (>25 ha) : pour 1980-1988, elles ont compté pour moins de 1 % du nombre de chantiers, mais leur impact visuel est proportionnellement bien plus important puisqu'elles ont couvert « 18 % de la surface annuelle des coupes finales de régénération et de taillis »[2]. Quatre coupes de plus de 40 ha ont été justifiées par un chablis (grand Sud-Ouest ; chablis de 1976-1977), un gel (1985 en région Centre et Normandie), des dépérissements de pins et hêtres (dans l'Est après 1984 et dans le Massif Central après 1982)[2].

- En termes géographiques : la coupe rase est la plus pratiquée par la sylviculture du pin maritime dans le Grand Sud-Ouest (1,1 % de la forêt a été coupée à blanc chaque année). C'est ensuite dans le Quart Nord-Ouest qu'elle est le plus utilisé (0,8 % de la forêt) puis là où l'industrie forestière s'est récemment développée (Massif Central : 0,6 %)[2]. Elle est moins utilisée dans les zones de tradition forestière où la forêt jardinée est plus courante (Est : 0,6 %) et encore moins dans la forêt méditerranéenne (0,3 %)[2].
Les gestionnaires privés (qui traitent 74 % de la forêt de France) l'utilisent autant que la forêt publique, mais avec des nuances concernant les suites données à la coupe (78 % des coupes dures ou rases sont des coupes finales de régénération et de taillis (la plaine) (1, 2, 3) contre 74 % en forêt domaniale et 70 % dans les autres forêts publiques)[2].

## Perception des coupes rases par le public
Elle varie beaucoup selon la surface de la coupe, et selon sa visibilité dans le paysage.
Concernant les grandes coupes, dans le monde, les populations autochtones vivant en forêt les considèrent généralement comme l'atteinte la plus grave qu'on puisse faire à la forêt et une atteinte grave aux droits des peuples autochtones, surtout si elle est suivie d'une conversion en terrain agricole ou d'une mise en eau pour un grand barrage.
Dans les forêts exploitées des pays riches, les promeneurs, usagers ou riverains des forêts la considèrent souvent également comme une atteinte dure à l'écosystème forestier et au paysage, même quand ils savent qu'elle sera suivie de plantations.
Ainsi, en France une enquête du CREDOC (1995-1996) a porté sur l'opinion concernant l’environnement et la forêt, 31 % des sondés ont dit trouver les coupes rases trop nombreuses. C'était le second motif de reproche fait à la gestion forestière, après un entretien insuffisant des forêts (59 %). Et 22 % des personnes interrogées ont également critiqué l'impact de la sylviculture sur paysages (5e motif de reproche).
Durant les années 2000, la contestation des coupes rases par les citoyens ne faiblit pas. De même, les élus locaux, par exemple dans le Parc naturel régional du Morvan, souhaitent vivement réguler ces pratiques. Ces souhaits sont relayés par l'association « Canopée Forêts Vivantes » et le collectif « SOS Forêts » qui lance en juin 2020, une campagne nationale contre les coupes rases en forêt.

## Surface concernée en France
Malgré le manque de statistiques, chaque année et de manière relativement constante depuis une vingtaine d'années, environ 1% de la surface de forêt française serait concernée par cette pratique,. La surface moyenne affectée est généralement faible (moins de 4 hectares, 5-6 hectares pour certaines essences dans les Landes).

## Impacts, avantages et inconvénients
Il n'y a pas de consensus sur les impacts de cette méthode ni sur son coût global lorsqu'il est comparé à ce que coûterait une gestion en futaie jardinée, hétérogène et mélangée dans un contexte équivalent des points de vue biogéographique et de contraintes liées au relief et à la desserte des parcelles.

### Avantages
Les pratiquants de la coupe à blanc apprécient sa facilité de mise en œuvre et de débardage grâce à la mécanisation des opérations. Elle facilite une rationalisation des travaux d'entretien en permettant un reboisement facilité sur un sol plus facile à préparer et débarrassé des obstacles, ainsi que la gestion future des arbres alignés et groupés en parcelles. Par ailleurs :
- Le maintien de bandes boisées sur les lisières de coupes à blanc permet d'atténuer les impacts paysagers, ce qui est obligatoire au Canada. De plus, ces coupes, si elles ne sont pas trop vastes, peuvent jouer le rôle de clairières artificielles offrant un habitat de substitution à certaines espèces des milieux ouverts. Des études ont montré que la faune des milieux ouverts colonise rapidement les coupes rases, mais hormis pour quelques espèces (engoulevent en Europe par exemple), il s'agit souvent d'espèces ubiquistes, résistantes et non menacées, avec un impact sur les oiseaux nicheurs forestier variant selon l'âge et la taille de la trouée créée par la coupe rase[7] ;
- Dans les forêts équiennes de résineux en plaine (par exemple de pins maritimes dans les Landes de Gascogne), les coupes rases améliorent le paysage en créant un effet mosaïque qui ouvre des vues diverses, sur les parcelles avoisinantes voire souvent sur un horizon plus lointain ;
- Cette méthode est réputée pour permettre la gestion forestière financièrement la plus avantageuse, à court ou moyen terme.
- Les coupes rases peuvent être utilisées pour aider à régénérer des espèces dans certaines forêts (tremble et pin gris). La coupe à blanc peut également entraîner une augmentation de la diversité des plantes vasculaires[8].

### Inconvénients
Les détracteurs de l'exploitation par coupe rase lui reprochent divers impacts environnementaux négatifs, dont :
- une perturbation anormale et brutale de l'écosystème forestier (faune[7], flore, fonge, systèmes épiphytiques, flore microbienne du sol) ; notamment due à la disparition de l'effet-tampon microclimatique de la canopée, les chocs thermiques et le vent étant très exacerbés sur les coupes rases, ce qui semblent favorable à une moindre résilience écologique et aux attaques d'insectes[9], alors qu'une partie de la faune du sol (notamment celle qui vit en surface ou dans la couche la plus superficielle du sol forestier) peine à se reconstituer (Les impacts semblent faibles pour les Enchytraeidae ou les collemboles, mais sont encore nettement mesurables pour les macroarthropodes 10 ans après la coupe (50 % de perte par rapport au sol témoin[10]) ;
- Un impact négatif sur les nutriments et le puits de carbone stocké dans le sol (jusqu’à 30 %) et la partie aérienne de l'écosystème forestiers [alors que l’évitement des coupes rases (dans le cas d'une « Sylviculture Irrégulière, Continue et Proche de la Nature » ou SICPN), est donc très favorable au stockage du carbone, car évitant le lessivage et/ou la minéralisation de la matière organique du sol induites par les coupes rases. La SICPN permet aussi de conserver plus de carbone dans le vieux bois mort debout et dans les autres bois morts sur pied ou au sol][11] ;
- Par le choc climatique qu'elle crée, la coupe rase accroît le risque d'une mauvaise régénération des essences précieuses, ce qui justifie une régénération artificielle coûteuse et générant elle-même d'autres risques, notamment liés à la perte de diversité génétique et à l'absence de sélection naturelle des plants introduits et des risques sanitaires, alors que même le chêne peut se régénérer dans une forêt gérée sans coupe rase[12] ;
- compaction, et parfois érosion des sols, ce qui est défavorable à une bonne régénération naturelle et au bon ancrage des arbres plantés[13],[14] ;
- en fonction de la qualité du sol, du degré de pente et de facteurs climatiques, cette pratique forestière peut conduire à une modification profonde et brutale des mécanismes de ruissellement et du cycle de l'eau, pouvant provoquer une érosion et dégradation des couches superficielles du sol, riches en nutriments, qui se traduit par une pollution ou dégradation des cours d'eau localement et en aval ;
- la construction de routes forestières sur des versants abrupts provoque une augmentation du dépôt de sédiments fins sur le gravier des frayères, l'impact le plus important des exploitations forestières sur les bassins hydrographiques abritant des salmonidés[15]. L'apport excessif et irrégulier de limons dans le cours des rivières provoque de plus une instabilité des zones propices à l’établissement des frayères[16].
- une dégradation des sols par le passage d'engins lourds (abatteuse, débardeur, débusqueur) sur la parcelle mise à nu[17],[18] ;
- un impact sur les amphibiens, dont les salamandres[19] ;
- en cas d'incendie, la régénération post-incendie se fait mieux, et avec plus de biodiversité quand il n'y a pas eu de coupes rases avant le passage du feu[20] ;
- la coupe rase encourage et facilite un « traitement régulier » de futaies monospécifiques et équiennes, jugé défavorable à l'expression de toute la diversité écologique des forêts, en ne permettant pas au cycle sylvigénétique normal et complet de s'accomplir (car il nécessite le maintien d'un nombre suffisant d'arbres sénescents et de très vieux et gros arbres, sources durables et diffuses de bois-mort[11]) ;
- la coupe rase semble favoriser la diffusion d'espèces invasives, d'autant plus que la trouée dans la canopée est vaste ou mise en connexion avec d'autres[21].

## Histoire

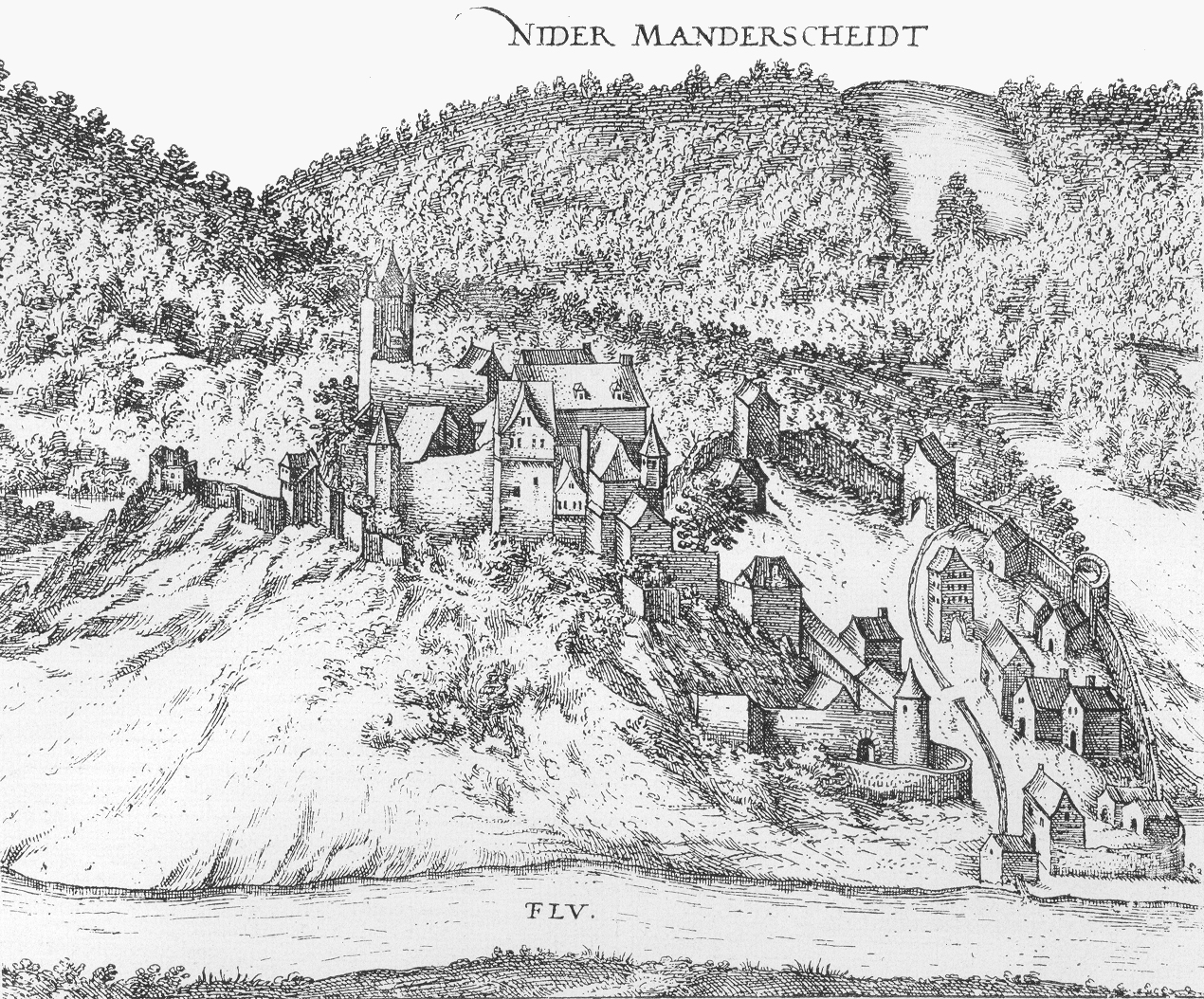
Gravure de Frans Hogenberg représentant Niederburg en 1576 en Allemagne avec semble-t-il une coupe rase sur le versant figuré en arrière-plan

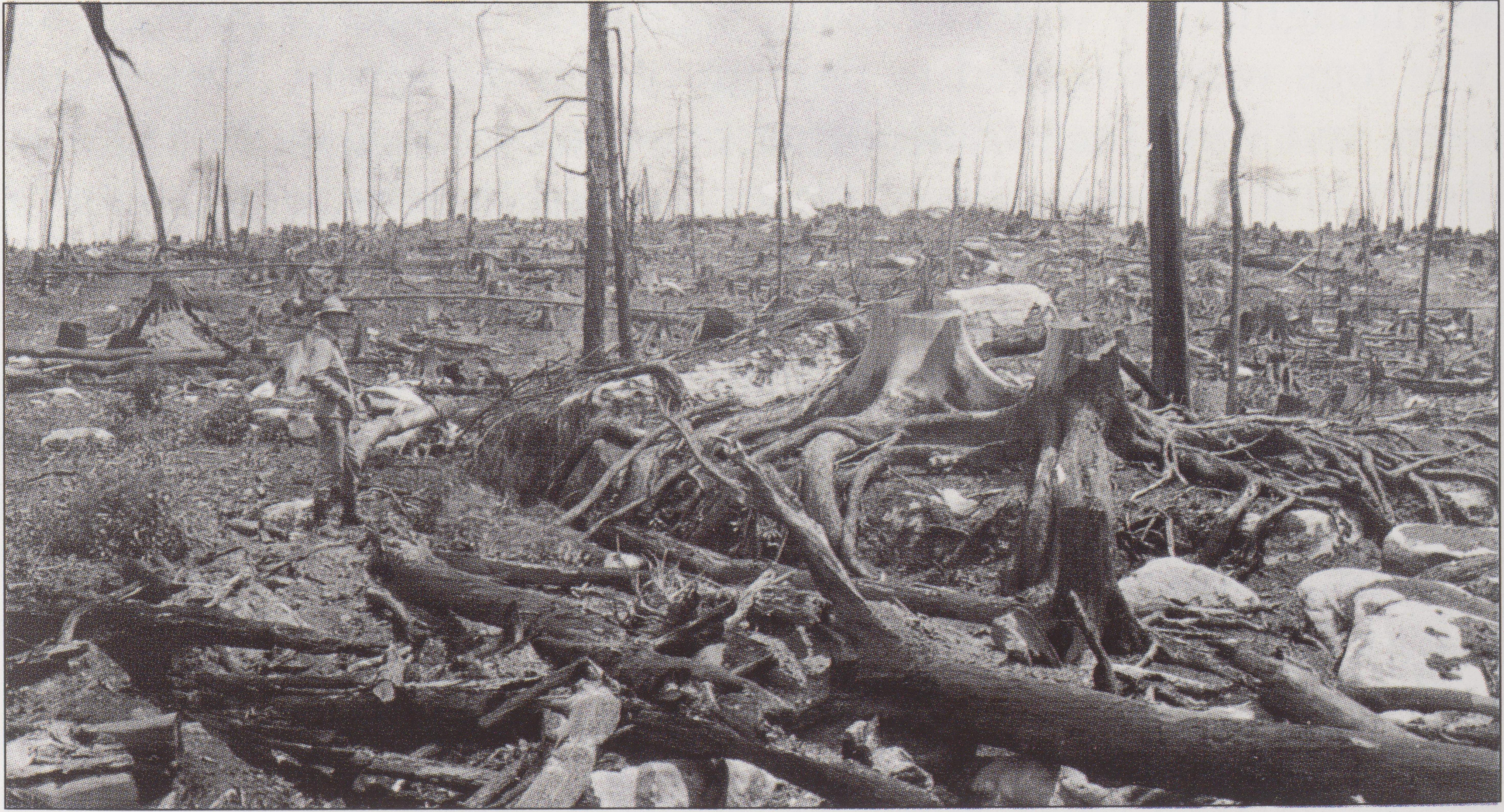
Coupe rase en Pennsylvanie (avant 1920), dans une région nommée le Désert de Pennsylvanie (« Pennsylvania Desert ») car non habitée par les colons (et les amérindiens ?)

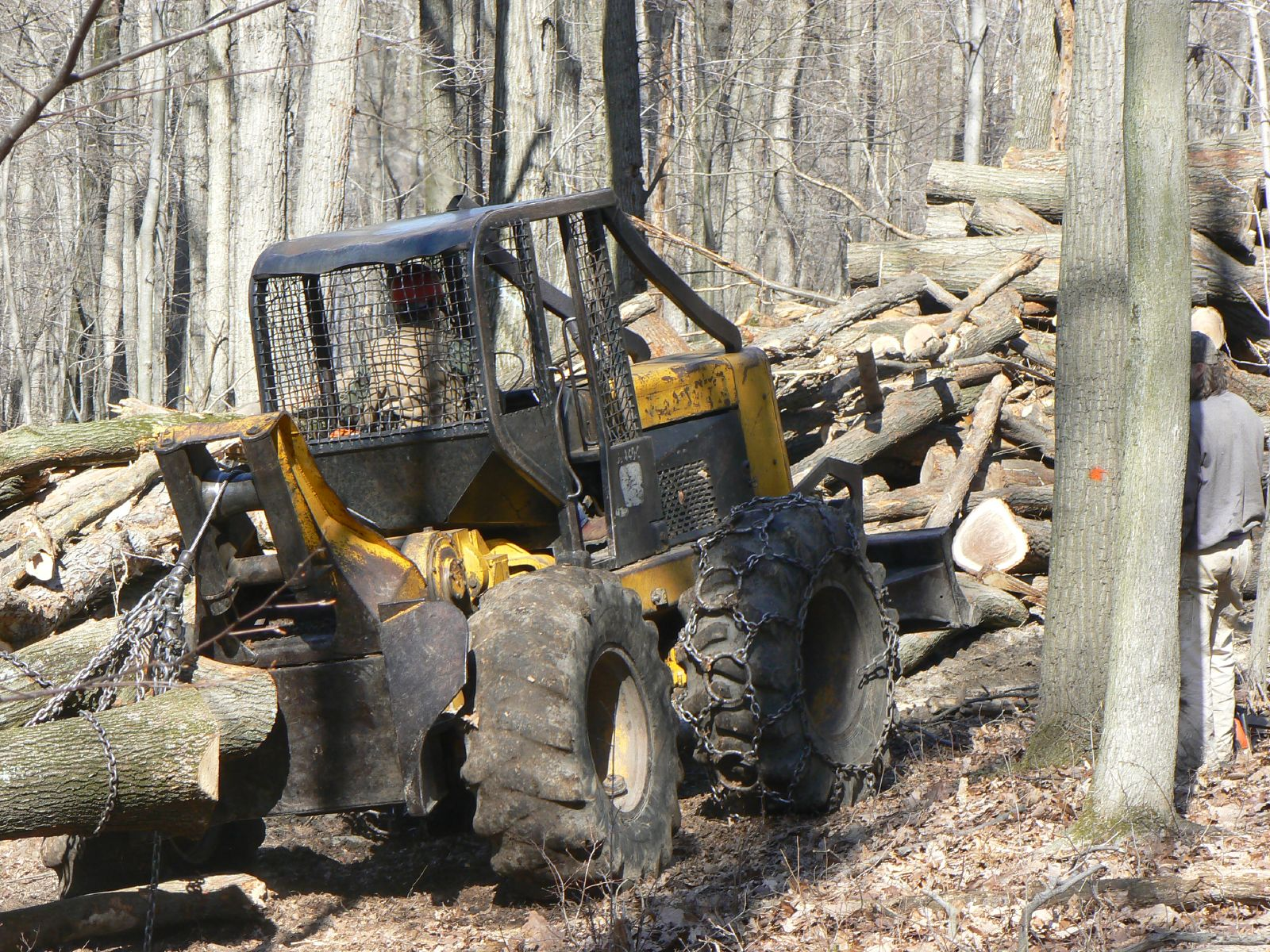
Dans la même région Pennsylvanie), débusqueur (skidder) au travail dans chantier contemporain de débardage

Après la Première Guerre mondiale, les coupes sont plus rapides, sur des parcelles plus grandes, avec beaucoup moins de main d'œuvre, grâce à l'apparition d'engins motorisés capables de se déplacer en forêt : engins à chenilles dans un premier temps, développés à partir des techniques utilisées pour les chars d'assaut lors de la Première Guerre mondiale.
La coupe rase est ensuite devenue usuelle en Amérique du Nord et en Europe, dans les plaines d'abord, notamment lors de l'exploitation de peuplements résineux monospécifiques comme le massif landais et de peupleraies, car ce mode d'exploitation est le plus adapté aux nombreuses contraintes liées à l'exploitation des forêts conduites en futaies équiennes et monospécifiques. Elle a ensuite servi de modèle en zone tropicale pour les plantations d'hévéas, puis de palmier à huile.
Elle reste toutefois fréquent dans des pays aux grandes ressources forestières et à faible densité de population comme la Finlande, le Canada, les États-Unis, et de plus en plus souvent avec des moyens mécaniques uniquement adaptés à des arbres de petit diamètre (combinés d'abattage + matériel de dessouchage). En zone tropicale et en forêt primaire (Brésil, Bassin du Congo, Indonésie… ) : l'intervention humaine (bûcheron) reste importante, mais des monocultures secondaires font l'objet de traitement mécanisé.
En Allemagne, le mouvement contre la coupe rase et la régénération artificielle remonte au milieu du XIXe siècle. Les tentatives de gestion des forêts d'une manière plus naturelle se rapportent également en partie à des systèmes de sélection plus anciens utilisés dans certaines parties de la France, de l'Allemagne, de l'Autriche et de la Slovénie, et le système de futaie jardinée (« Plenterwald ») pratiqué dans certaines parties de la Suisse. Au XXe siècle, le débat a été enrichi par le mouvement « Dauerwald » et, plus tard, par des discussions sur l'imitation des régimes de perturbations naturelles dans la gestion forestière. 

## Législation
Pour différentes raisons, un nombre croissant de pays ont au XXe siècle légiféré sur les tailles maximales autorisées pour les coupes à blanc ou coupes dures.
À titre d'exemple :
- En Suisse, la coupe rase est interdite par la loi fédérale sur les forêts depuis 1876, en réaction à un siècle d’exploitation massive des forêts de montagne qui a engendré de terribles inondations. Une ordonnance précise qu’une telle intervention soumet le sol « aux conditions écologiques des terrains découverts ou provoque des inconvénients graves pour la station ou les peuplements voisins » [23]. De plus en 1991, la loi forestière souligne que « les coupes rases et toutes les formes d’exploitation dont les effets pervers peuvent être assimilés à ceux des coupes rases sont inadmissibles ».
- En Belgique, il existe une surface maximale aux coupes rases ;
- En Allemagne, le land de Rhénanie-du-Nord-Westphalie a en 1995 interdit par décret toute coupe rase de plus de 1 hectare en forêt privée, sauf dérogation pouvant être accordée dans le cadre d'une loi votée en 1995[3]. La législation est encore plus restrictive à l'égard de la forêt publique ; la coupe ne doit pas dépasser 0,3 hectare en forêt domaniale (décret de 1991). À la fin du XXe siècle, presque tous les lands ont voté une législation plus restrictive sur la surface maximale des coupe[3] ;
- Au Royaume-Uni, toute coupe de plus de 5 m3 de bois nécessite une licence octroyée par la Forestry Commission, ou un plan de gestion validé par cette même commission[3] ;
- En Autriche, depuis 1975 (avec amendements en 1987), la loi interdit les coupes de 0,5 hectare n'ayant pas fait l'objet d'une autorisation spéciale. Et toute coupe de plus de 2 hectares est interdite ;
- En France, le cadre règlementaire principal est le code forestier, mais dans certains cas, une coupe (rase ou non) peut être interdite ou nécessiter une déclaration ou une autorisation. La coupe rase est le mode d'exploitation des coupe de taillis en vigueur depuis l'ordonnance de 1669[24]. Ces cas se réfèrent au code général des impôts (en cas d'avantages fiscaux comme par exemple le "régime Monichon" ; réduction de l’ISF, etc.), le code de l'environnement ou encore le code de l'urbanisme pour des cas particuliers (aire protégée, forêt de protection, travaux publics, etc. De plus, « toute coupe rase de plus de 1 hectare, dans tout massif de plus de 2,5 hectares, doit être suivie d'une reconstitution (par plantation ou régénération naturelle) dans les 5 ans ». Dans le cas de coupes nécessitant des mesures compensatoires (à la suite d'une enquête publique) la surface à reboisée peut être le double, quadruple voire plus, selon l'importance écologique et patrimoniale des parcelles détruites.
À la fin du XXe siècle, les impacts écologiques et paysagers réels ou supposés sont un des premiers reproches faits au forestiers (cf Enquête CREDOC)[3]. 
En 1996-1997, alors même que l'Inventaire forestier national (IFN) préparait un bilan chiffré[3], la Direction de l’Espace rural et de la Forêt du ministère de l'agriculture commandait une étude bibliographique sur les impacts des coupes rases[3], qui a servi préparer une évaluation publiée en 1999 dans la Revue forestière[3]. Selon C Barthod, la France et la Finlande ont préféré ne pas légiférer et faire confiance en la « grande capacité des acteurs forestiers à prendre conscience des impacts de leurs décisions et à adapter en conséquence leurs choix sylvicoles »[3]. 
En Bourgogne, l'association Autun Morvan Ecologie [25] a lancé en 2003 un groupement forestier ouvert à la souscription (le GFSFM[26]) afin d'acquérir des forêts feuillues dans le Morvan pour freiner l'enrésinement de la région et pour sauver la forêt de la coupe rase. Ce groupement forestier gérait en 2011 près de 170 hectares en Morvan.

## Chartes, labels
En France, l'écosociolabel FSC (Forest Stewardship Council) les interdit sauf sur de très petites surfaces et s'il y a régénération naturelle privilégiée, sauf pour l’écorégion des Landes de Gascogne où le seuil est porté à 25 ha compte-tenu du contexte environnemental, social et économique particulier de cette région. 
D'autres labels recommandent aux forestiers de les éviter ou de réduire leurs superficies.

## Limitation des impacts des coupes rases
Quelques dispositions permettent d'en limiter les impacts négatifs :
- la programmation écologiquement pertinente des dates de coupe et de débardage. Par exemple, hors des périodes de reproduction, et quand le sol est gelé, dans les pays où cela est possible ; la programmation des coupes en période de gel dans les pays froids permet de prévenir le tassement du sol, les sols humides ou à texture majoritairement limoneuse y étant particulièrement exposés, avec des impacts négatifs qui peuvent perdurer plusieurs décennies ;
- la protection physique des cours d'eau, par busage notamment, et la rationalisation de la circulation des engins ;
- la conservation au moins provisoire d'une lisière de quelques mètres à quelques dizaines de mètres, et la protection de zones refuges pour les animaux, dans les fonds humides en particulier ; les arbres ainsi épargnés pouvant servir de porte-graines utiles pour une régénération naturelle, et conservant un paysage plus forestier, jouant éventuellement un rôle de corridor biologique et de bande protectrice pour les cours d'eau, lacs, et autres zones humides ;
- le choix du type d'engins de chantier et de débardage, ainsi que la gestion des pistes ou routes forestières associées aux coupes qui ont également un impact environnemental, notamment en matière de fragmentation écologique des forêts ;
- l'impact "psychologique" peut être limité par une information du public sur les pratiques de gestion. Des panneaux et actions de sensibilisation expliquent que les coupes sont ou seront suivies de plantations ou d'une régénération naturelle ;
- au Québec, depuis 1995, dans les forêts du domaine de l'Etat, afin d'assurer le régénération naturelle, les coupes rases se font suivant des modalités dites de « coupe avec protection de la régénération et des sols ».

## Atténuation des effets de la coupe à blanc

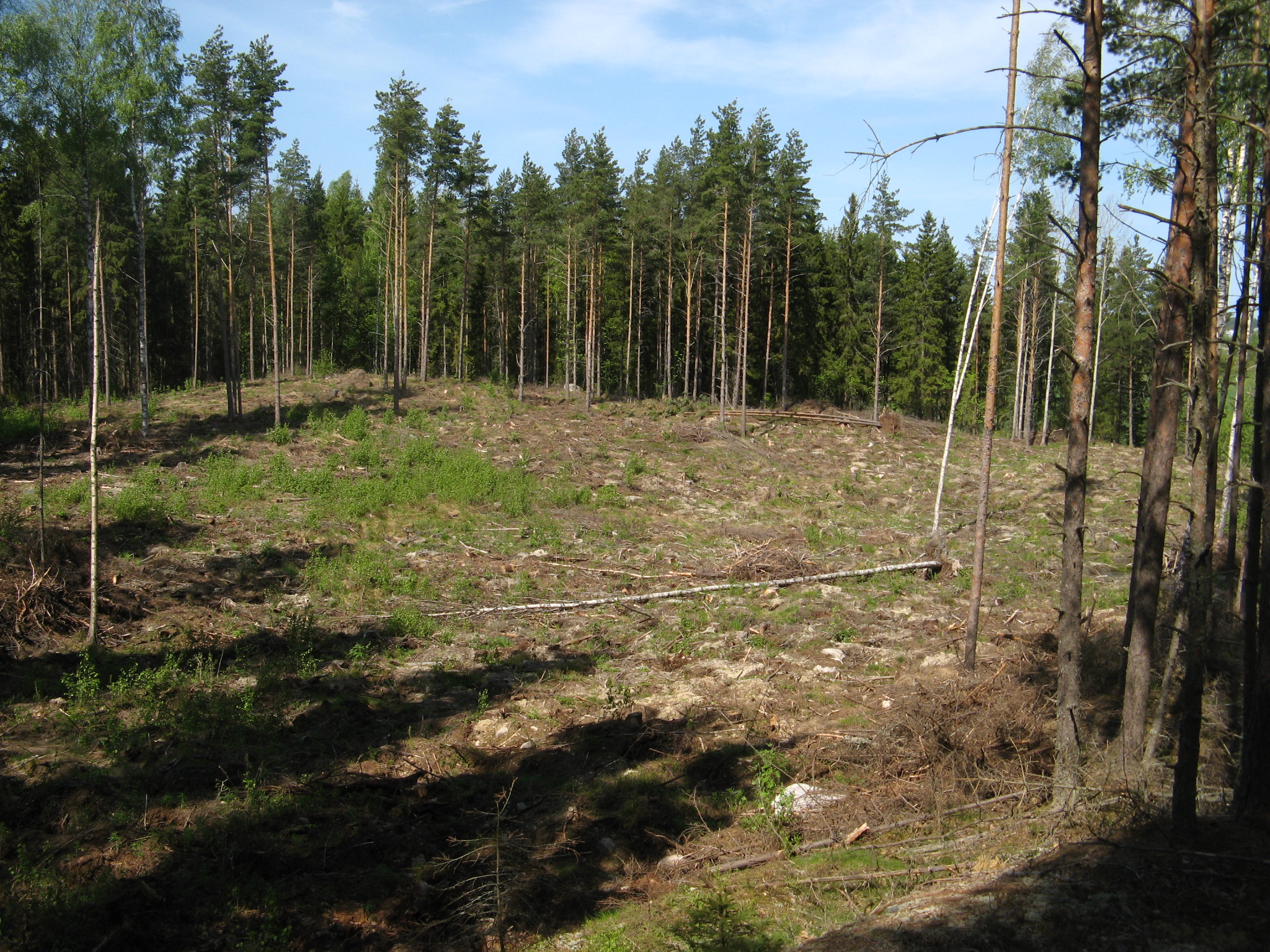
Exemple d'effets atténués : Coupe rase dans la pinède de Turku.
La taille et la forme (non géométrique) de cette trouée évoquent celle d'un clairière naturelle. Les impacts microclimatiques seront atténués. La surface a été modérément travaillée pour y faciliter la circulation. Quelques rémanents et du bois mort ont été conservés

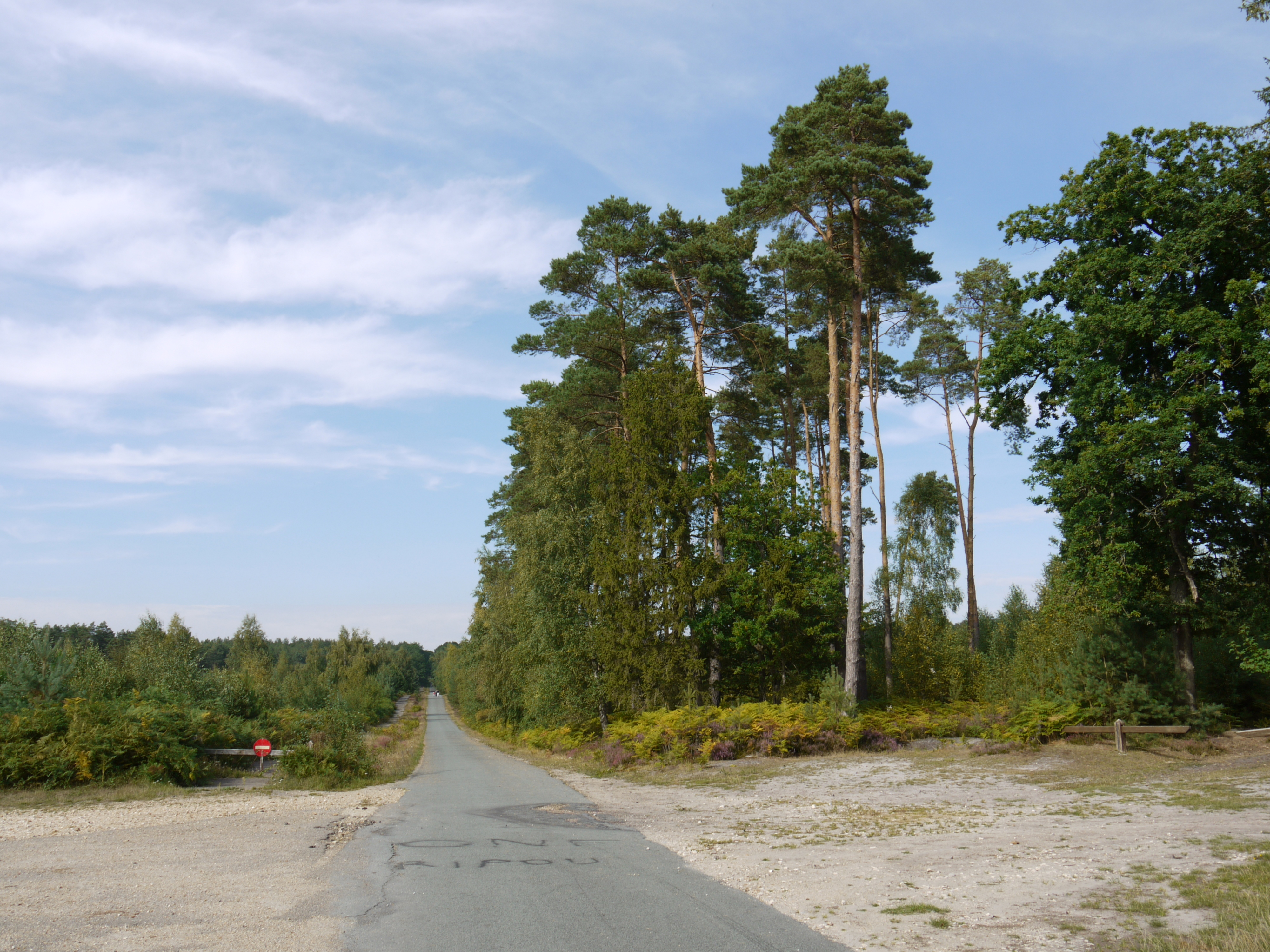
Parfois, une bande non coupée est conservée en bord de route pour cacher l'impact visuel d'une coupe rase. Cet effet qui disparait en hiver quand il s'agit de feuillus (sauf en présence de houx ou hêtre marcescent qui conservent leurs feuilles en hiver)

Elle porte sur la protection des sols et des cours d'eau durant le chantier, les dates de chantier (pour éviter les périodes de reproduction, et celles où le sol est plus vulnérable au tassement (l'idéal de ce point de vue étant de travailler sur sol gelé).
Le maintien de bouquets d'arbres, de bois mort, de rémanents dispersés et de toute taille et de toute nature, de zones refuges et de zones tampons peuvent aussi atténuer les impacts d'une coupe, notamment le long de ripisylves ou autour de zones humides.

## Alternatives
La Slovénie, soutenue par la FAO, a appliqué après la Seconde Guerre mondiale une nouvelle politique forestière avec interdiction des coupes rases et l'indroduction de chèvres d'élevage en forêt, tout en encourageant une sylviculture dite "proche de la nature", avec encouragement à la gestion communautaire des massifs appartenant à de multiples propriétaires. Ceci s'est traduit par une forte augmentation des rendements (volume producteur à l’hectare passé de 130 m3 en 1947 à 290 m3 en 2008 ; accroissement passé de 2,9 m3/ha/an en 1947 à 6,2 m3/ha/an en 2003, pour un taux de régénération naturelle de 98 % en 2005).
Des auteurs tels que Marie-Stella Duchiron, ou Brice de Turckheim, prônent le développement de méthodes alternatives éprouvées, telle que la gestion de forêt conduite en structure irrégulière, notamment par la méthode Pro Silva de « Sylviculture Irrégulière, Continue et Proche de la Nature » (SICPN), qui part des coupes « pied à pied » ou « en bouquet » ne prélèvent que les arbres à l'optimum de leur maturité. Ils jugent sur la base d'études comparatives que de telles exploitations sont plus respectueuses de l'environnement tout en restant économiquement intéressantes, même si elles entraînent un apparent surcoût par appel à une main d'œuvre plus importante et plus qualifiée et l'impossibilité de recourir à tous les bénéfices de la mécanisation.
Dans un contexte de crise climatique où la résilience écologique prend une importance croissante, et dans un contexte d'augmentation du prix du bois de chauffage lié à l'augmentation des prix du pétrole et de développement des chaudières-bois, le taillis sous futaie peut retrouver une nouvelle rentabilité. Et ce taillis sous futaie peut alors être converti en futaie irrégulière, même dans les chênaies, et en conservant la régénération du chêne.
Ces méthodes, autres que la coupe rase, ont longtemps été jugées plus difficiles à mettre en œuvre à grande échelle dans les pays possédants d'immenses espaces forestiers, comme la France et la Pologne.